# رابرت هنری گرواز فولتون
رابرت هنری گرواز فولتون (انگلیسی: Robert Fulton؛ زادهٔ ۱۹۴۸ (۷۶–۷۷ سال)) نظامی و سیاست‌مدار اهل بریتانیا است. وی همچنین برندهٔ جوایزی همچون نشان امپراتوری بریتانیا شده‌است.